# Colchicum kesselringii
Colchicum kesselringii là một loài thực vật có hoa trong họ Colchicaceae. Loài này được Regel miêu tả khoa học đầu tiên năm 1884.